# Sikhanyiso Ndlovu
Sikhanyiso Ndlovu (né le 4 mai 1937 et mort le 15 septembre 2015) est un homme politique Zimbabwéen. Il est ministre de l'information et de la publicité de 2007 à 2008.

## Carrière politique
Après avoir été sous-ministre de l'Éducation, Ndlovu est nommé ministre de l'Information par le président Robert Mugabe le 6 février 2007.

### Sommet UE-Afrique
Le président Mugabe réalise un coup d'État diplomatique en décembre 2007 lorsqu'il assiste à un sommet entre l'Union européenne et l'Afrique malgré l'interdiction de visa imposée aux fonctionnaires zimbabwéens, en vigueur depuis 2001. Au sommet, Ndlovu qualifie la chancelière Angela Merkel de "vestige nazi ". Répondant aux critiques de Merkel à l'égard des violations des droits de l'homme au Zimbabwe, Ndlovu affirme que l'Allemagne a besoin d'un chef d'État comme Otto von Bismarck.

### Assemblée du Zimbabwe
Ndlovu est nommé candidat de la ZANU-PF au siège de l'Assemblée de la circonscription de Pelandaba-Mpopoma à Bulawayo lors des élections législatives de mars 2008. Il lance sa campagne en massacrant une bête et en donnant des vélos à certaines des personnes ayant assisté à un de ses rassemblement se déroulant à l'école primaire de Nkulumane, un acte que ses détracteurs ont décrit comme un artifice ayant pour but d'« acheter des votes ». Milford Gwetu, un député du Mouvement pour le changement démocratique qui se présente dans la même circonscription que Ndlovu, meurt pendant la campagne électorale ce qui a retardé l'élection. Lors des élections reportées du 27 juin 2008, Ndovlu a été battu par le candidat du MDC, Samuel Sandla Khumalo.
Le 12 décembre 2008, le lendemain de l'affirmation de Mugabe disant que le gouvernement zimbabwéen avait vaincu l'épidémie de choléra de 2008, Ndlovu accuse le Royaume-Uni d'avoir provoqué l'épidémie et qualifie cette dernière  d'« attaque raciste » censée provoquer un génocide à l'encontre du peuple zimbabwéen.

## Licenciement
The Herald rapporte le 3 janvier 2009 que Ndlovu avait été démis de ses fonctions, ainsi que 11 autres ministres, parce qu'il ne détenait plus aucun siège au Parlement.

## Mort
Ndlovu est admis à l'unité de soins intensifs (USI) de l'hôpital Mater Dei de Bulawayo après avoir subi un accident vasculaire cérébral .Il meurt dans la matinée du 15 septembre 2015, à 78 ans,.

## Héritage
A Bulawayo, une rue est nommée afin de lui rendre hommage,.